# Helena Bonham Carter
Helena Bonham Carter (London, 26. svibnja 1966.), britanska glumica.
Otac joj je bio bankar, majka psihoterapeut. Ima dva brata. Pohađala je razne škole. Pobijedivši na nacionalnom spisateljskom natjecanju, iskoristila je novac za tečaj glume. Prvi put je nastupila 1979. godine.
Snimila je niz filmova: "Klub boraca", "Velika povrtna zavjera", "Mrtva nevjesta","Charlie i tvornica čokolade", "Jadnici". U ekranizaciji romana Harry Potter i Red feniksa glumi zlu vješticu Bellatrix Lestrange. 
Imala je nekoliko veza. Glumci Kenneth Branagh i Steve Martin su hodali s njom. Trenutni joj je partner redatelj Tim Burton s kojim ima sina Billy Raya.
Bila je član žirija na festivalu u Cannesu kada je za najbolji film proglašen "Vjetar koji povija ječam".